# Peter Franquart
Peter Franquart (Rijsel, 4 januari 1985) is een Franse voetballer die sinds 2011 voor RAEC Mons uitkomt. Franquart is een verdediger die voornamelijk centraal in de verdediging staat.

## Profcarrière
| seizoen | club                 | land      | competitie         | wed. | goals |
| ------- | -------------------- | --------- | ------------------ | ---- | ----- |
| 2000/01 | Lille OSC            | Frankrijk | Ligue 1            | 19   | 1     |
| 2001/02 | Lille OSC            | Frankrijk | Ligue 1            | 0    | 0     |
| 2002/03 | Lille OSC            | Frankrijk | Ligue 1            | 0    | 0     |
| 2003/04 | Lille OSC            | Frankrijk | Ligue 1            | 0    | 0     |
| 2004/05 | Lille OSC            | Frankrijk | Ligue 1            | 0    | 0     |
| 2005/06 | Lille OSC            | Frankrijk | Ligue 1            | 3    | 0     |
| 2006/07 | Lille OSC            | Frankrijk | Ligue 1            | 7    | 0     |
| 2007/08 | Lille OSC            | Frankrijk | Ligue 1            | 18   | 1     |
| 2008/09 | → Le Havre AC        | Frankrijk | Ligue 2            | 13   | 1     |
| 2009/10 | → Sporting Charleroi | België    | Jupiler Pro League | 20   | 0     |
| 2009/10 | → Sporting Charleroi | België    | Play-Off II B      | 5    | 0     |
| 2010/11 | → Sporting Charleroi | België    | Jupiler Pro League | 20   | 0     |
| 2010/11 | → Sporting Charleroi | België    | Play-Off III       | 0    | 0     |
| 2011/12 | RAEC Mons            | België    | Jupiler Pro League | 23   | 0     |
| 2011/12 | RAEC Mons            | België    | Play-Off II B      | 8    | 0     |
| 2012/13 | RAEC Mons            | België    | Jupiler Pro League | 6    | 1     |
|         |                      |           | Totaal             | 142  | 4     |

1 Werner ·
3 Dussenne ·
4 Franquart ·
7 Matthys ·
8 Mununga ·
9 Nong ·
10 Arbeitman ·
12 Chatelle ·
14 Spungin ·
15 Van Gijseghem ·
16 Köse ·
18 De Belder ·
20 Lorenzi ·
21 Nyoni ·
22 Jarju ·
23 Le Postollec ·
24 Saussez ·
27 Angeli ·
29 Timmermans ·
30 Sapina ·
39 Ntambwe ·
40 Dupire ·
45 Monteyne ·
Coach: Janevski
· Assistent-coach: Demets